# 山形県道60号酒田遊佐線

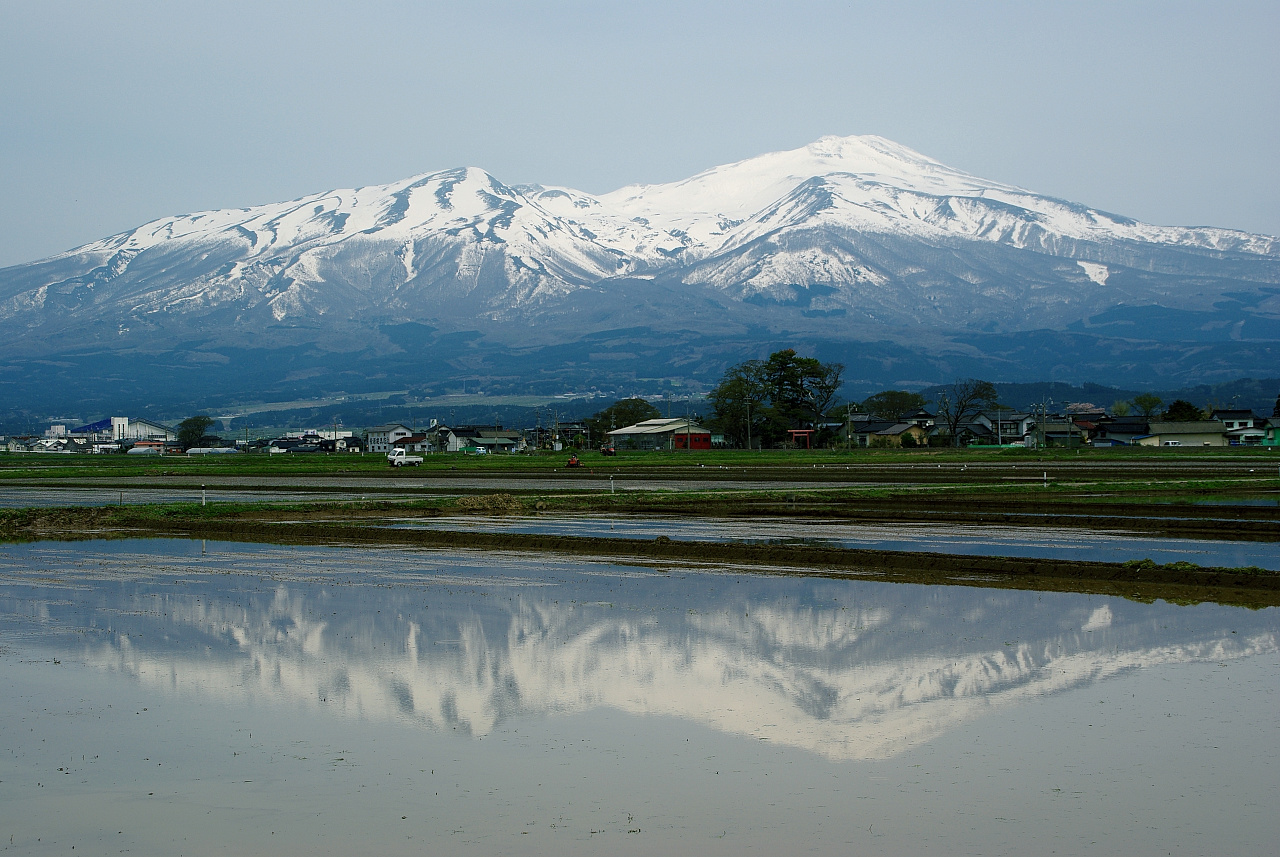
羽越本線の遊佐駅と南鳥海駅の中間付近の路線上から見る月山の風景

山形県道60号酒田遊佐線（やまがたけんどう60ごう さかたゆざせん）は、山形県酒田市から飽海郡遊佐町に至る県道（主要地方道）である。

## 概要
酒田市から遊佐町へ南北に縦貫し、鳥海山の南西の裾野まで続く路線。

### 路線データ
- 路線延長：20.2 km[要出典]
- 起点：山形県酒田市上野曽根（国道344号交点）
- 終点：山形県飽海郡遊佐町白井新田

## 歴史
- 1993年（平成5年）5月11日 - 建設省から、県道酒田遊佐線、県道一の滝遊佐線が酒田遊佐線として主要地方道に指定される[1]。

## 路線状況

### 重複区間
- 山形県道374号比子南鳥海停車場線（酒田市宮内草田 - 酒田市千代田）
- 国道345号（飽海郡遊佐町庄泉 - 飽海郡遊佐町遊佐）
- 山形県道208号遊佐停車場藤崎線（飽海郡遊佐町庄泉 - 飽海郡遊佐町小原田）

## 地理

### 通過する自治体
- 酒田市
- 飽海郡遊佐町

### 交差する道路
- 国道344号（起点）
- 山形県道59号酒田八幡線（酒田市本楯前田）
- 山形県道369号比子八幡線（酒田市宮内小楯）
- 山形県道374号比子南鳥海停車場線（酒田市宮内草田）
- 国道345号・山形県道208号遊佐停車場藤崎線（飽海郡遊佐町庄泉）
  - 山形県道208号遊佐停車場藤崎線（飽海郡遊佐町小原田）
- 国道345号（飽海郡遊佐町遊佐）

### 沿線の施設など
- 酒田市立鳥海小学校
- 酒田市立南遊佐小学校
- 酒田市立南遊佐小学校